# 1 Siniegorski Atamański Pułk Kozacki
1 Siniegorski Atamański Pułk Kozacki (ros. 1-й Синегорский казачий Атаманский полк) - ochotnicza kolaboracyjna jednostka wojskowa kawalerii złożona z Kozaków podczas II wojny światowej
Pułk był formowany od końca sierpnia 1942 r. w stanicy Siniegorskaja nad Donem. Osiągnął liczebność ponad 1,2 tys. żołnierzy. Na jego czele stanął starszina wojskowy Żurawliow. Pułk uczestniczył na przełomie 1942 i 1943 r. w ciężkich walkach pod Stalingradem. Udało mu się wyrwać z okrążenia, pociągając za sobą kilka innych oddziałów niemieckich. Następnie w styczniu 1943 r. zajął linie obronne wzdłuż rzeki Bystraja do stanicy Jekaterininskaja. Po odwrocie na pocz. lutego bronił bezskutecznie Nowoczerkaska, walczył dalej pod Rostowem nad Donem i nad rzeką Mius w rejonie Taganroga. W tym czasie nowym dowódcą został starszina wojskowy Rykowskoj. Wiosną 1943 r. Pułk został wycofany z frontu i przetransportowany do Mławy (Mielau), gdzie wszedł w skład nowo formowanej 1 Kozackiej Dywizji Kawalerii gen. mjr. Helmutha von Pannwitza. Sotnie zostały rozformowane, zaś ich żołnierze zasilili różne oddziały Dywizji.